# Seligman, Missouri
Seligman är en ort i Barry County i Missouri. Vid 2010 års folkräkning hade Seligman 851 invånare.